# 2009 في تونس
فيما يلي قوائم الأحداث التي وقعت خلال عام 2009 في تونس.

## أحداث
- 25 أكتوبر – الانتخابات التشريعية التونسية 2009
- 1 يناير – الانتخابات الرئاسية التونسية 2009

## أفلام
من الأفلام التي صدرت هذه السنة في تونس:
- 1 يناير – 7 شارع الحبيب بورقيبة من إخراج إبراهيم اللطيف.

## وفيات

### فبراير
- 23 فبراير – بوراوي سعيدانة (مواليد 1951) كاتب تونسي.

### مايو
- 2 مايو – الطاهر الهمامي (مواليد 1947) شاعر تونسي.

### يونيو
- 19 يونيو – محمد الصالح الجابري (مواليد 1940)

### يوليو
- 25 يوليو – محمد صالح العياري (مواليد 1915) سياسي تونسي.

### أغسطس
- 13 أغسطس – البشير التركي (مواليد 1931) فيزيائي تونسي.

### سبتمبر
- 5 سبتمبر – الرشيد إدريس (مواليد 1917) دبلوماسي تونسي.[1]

### أكتوبر
- 23 أكتوبر – زبير التركي (مواليد 1924) فنان تونسي.

### نوفمبر
- 15 نوفمبر – حميد الذهيب (مواليد 1932) لاعب كرة قدم تونسي.

### ديسمبر
- 14 ديسمبر – جعفر ماجد (مواليد 1940) شاعر تونسي.